# ジール

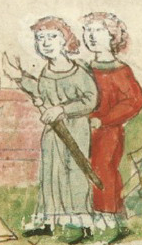
アスコルドとジール

ジール（古ルーシ語：Диръ、? - 882年）は、キエフ・ルーシの半伝説的な公（在位：862年? - 882年）。アスコルドと共にキエフを支配していた。『原初年代記』によれば、リューリクの部下。現代の歴史学では、キエフの現地の公朝の代表の一人であったとされている。

## 概要
現代に残される『原初年代記』の写本によると、862年、ノヴゴロドを支配していたヴァリャーグのリューリクは、自分の部下、アスコルドとジールを南方に遣わした。その二人はドニエプル川を下り途中、キエフを発見してそこを治めるようになったと記されている。866年、アスコルドとジールの軍勢はコンスタンティノポリスを襲って惨敗を喫した。当時のギリシャ側の記録には、ルーシ族の兵士は命と引き換えに洗礼を受けたという。
10世紀のアラブ人の歴史学者アリ・マスディは、9世紀半ばの東スラブ人には「アリ・ジール」という有名な王様が存在していたと記している。現代の多くの研究者はその「アリ・ジール」は『原初年代記』で登場するジールと同人物であると考えている。
伝説によると、882年、リューリクの上意に従ったオレグというヴァリャーグの長は、兵を率いてキエフへ出発し、アスコルドとジールを欺いて殺害し、キエフに都を構えた。